# 央華封神TCG
『央華封神TCG』（おうかほうしんトレーディングカードゲーム）は、『封神演義』などをモデルとした古代中国風のファンタジー世界・央華（おうか）において仙人となって対戦するトレーディングカードゲームである。発行はメディアワークス、発売は主婦の友社。
グループSNEがデザインしており、世界観デザインは『央華封神RPG』に従う。トレーディングカードゲームとしてのシステムデザインは川人忠明。

## 特徴

### システム
多くのトレーディングカードゲームが互いの点数を奪いあうことに主眼を置いているのに対し、『央華封神TCG』では、自分の点数を高めることを目的とする。
『央華封神TCG』は、「ストーリーを構築する」という事に主眼が置かれており、カードの分類も「人」「場所」「事件」「情報」に分類される。これらのカードを場に出し、ストーリーを構築し、特定の枚数が出た上で、「クライマックス」カードと呼ばれるゲームの区切りカードを出す事でそれまでのストーリーを収拾する。
ゲームは、「クライマックス」カードが対戦者を含めて3枚出されるか、どちらかの山札が切れた場合に終了する。勝敗は得点の高低で決まるため、「クライマックス」を1つも取れなくても、勝利する事は可能となっており、戦略の幅を広げていた。

### 4人対戦ルール
基本的には2人対戦のゲームであるが、3人、または4人で対戦する際の拡張ルールが定義されていた。
4人対戦の場合は、2人対2人のタッグマッチも可能だった。

## 追加カードセット
- 覇王の進撃
- 五王列記 （構築済デックシリーズ）
  - 蝗輝王の旅
  - 覇王の影
  - 虎王の挑戦
  - 朱雀王の憂鬱
  - 龍王の怒り

## サプリメント
- 央華封神TCG チャレンジブック （川人忠明/グループSNE） ISBN 4-07-310692-9
- 央華封神TCG デックアンドコンボ集 覇王の兵法 （F.E.A.R.）

## 参加イラストレーター
五十音順。主人公カードを手がけている場合は、（）内に主人公名を記した。
- 赤井孝美 （沙悠凛）
- 雨宮慶太
- 池田恵
- 出光秀匡
- 伊藤勢
- 井上純弌
- 上田宏
- うるし原智志
- 尾頭。
- 緒方剛志
- おときたたかお （劉天嘉）
- 小畑健 （月蛍女仙）
- 臣士れい （真黒都）
- 開田裕治
- 金澤尚子
- 川元利浩 （麗鏡姫）
- きがわ琳
- 衣谷遊 （毛哀蓮）
- 木村明広
- 草彅琢仁
- 栗橋伸祐 （林悠季、桂紫蘭、蝠梨、彩明鈴、夏泉朗）
- こいでたく
- 此路あゆみ
- こやま基夫
- 細雪純 （露芳女仙）
- 椎名優 （白水玉）
- 柴田昌弘 （晁白天）
- 武林武士
- 田島昭宇 （朱遊糸）
- 田中としひさ
- 田沼雄一郎 （瑠螺、里羚、秀弦生、遥飛翔、来星晶、葎花、高林）
- 鶴田謙二 （沙雪華、史黒狼、陽翠恵）
- 中沢一登 （黄俊圭）
- 新名あき （奏迦良）
- 西村博之 （華美麗）
- 林正之
- 美鈴秋
- 夢来鳥ねむ （祭珂夜）
- 村枝賢一 （羚白秋）
- 安彦良和 （黄飛鷹）
- 八房龍之助
- 由羅カイリ （蘭杢弦）

## 参考書籍
- 『央華封神TCG カードリスト』 グループSNEと央華封神編集部 編 電撃文庫 ISBN 4-07-310054-8